# Postura de combat

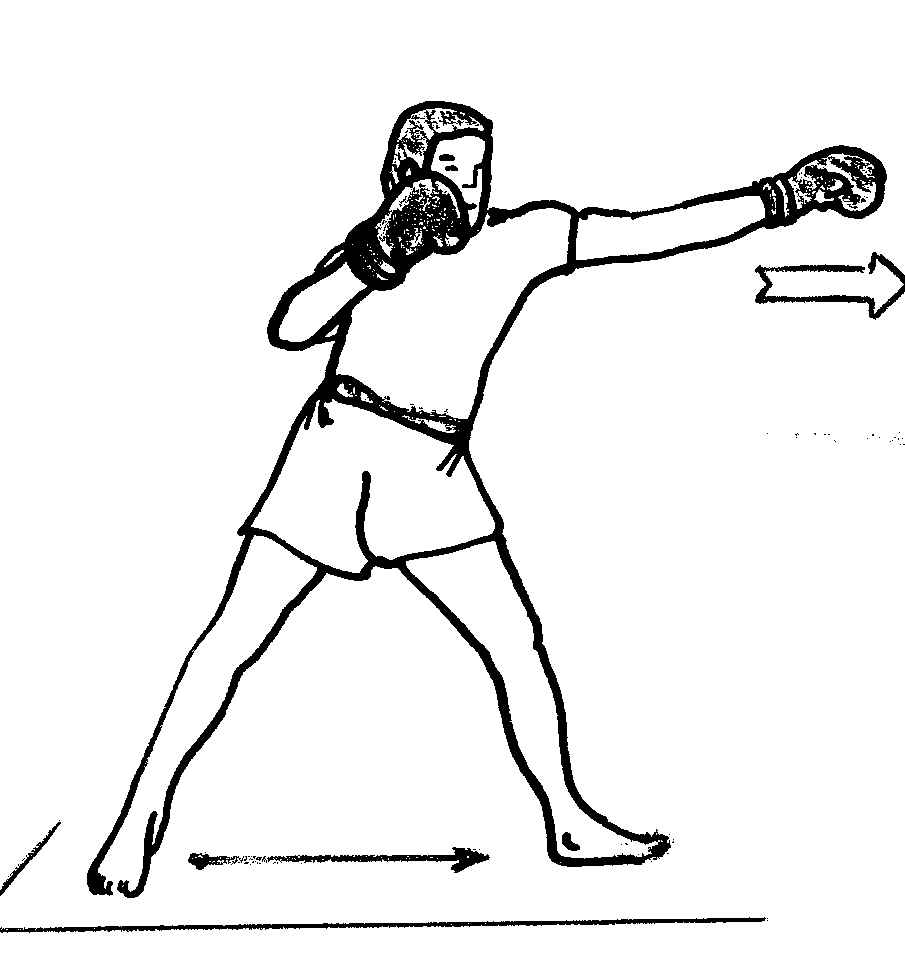
Tipus d'actitud (lateral i inclinada) durant un jab, aquí en lethwei

Una postura, en els esports de combat, és la manera de posar-se, de tenir-se, d'orientar-se, d'estar protegit o en guàrdia, etcètera, en el combat. Es parla més actualment de guàrdia, d'actitud o de posició de combat.

## Exemple de postura, la guàrdia enboxa
En boxa, els parladors d'anglès parlen més aviat de "posició" que de "guàrdia". La guàrdia per estes primers és l'alt del cos i igualment els suports sobre el sòl, així ells usen el terme upright stance per a una posició vertical de bust i full crouch per a una actitud contreta.
A França es fa servir el terme actitud de combat quan s'usa la totalitat del cos. En conseqüència quan es parla de "guàrdia" a l'escola francesa, es pensa sovint de la posició dels braços en particular per protegir-se, però a més, indica una organització del cos que permet al combatent de preparar-se per a defensar-se i passar a l'ofensiva, en una configuració que ofereix el màxim de seguretat i d'eficàcia. Diferents posicions permeten d'afrontar un adversari abans i durant l'escaramussa i són anomenades "guàrdia". "Estar en guàrdia" és posar-se en alerta permanent i adoptar una posició favorable per reaccionar. Existeixen nombroses actituds de guàrdia: guàrdia de tres quarts de cara, de perfil, mixta, alta, baixa, avançada, etcètera. És molt important "estar en guàrdia", però cal igualment adoptar una actitud que permeti actuar i reaccionar ràpidament i amb eficàcia (en conseqüència adoptar una postura eficaç). Al contrari, un boxador que no adopti una actitud definida o tingui el braç "baix" és anomenat "sense guàrdia". Alguns boxadors la prefereixen en perspectiva de construir el seu joc desinformant.

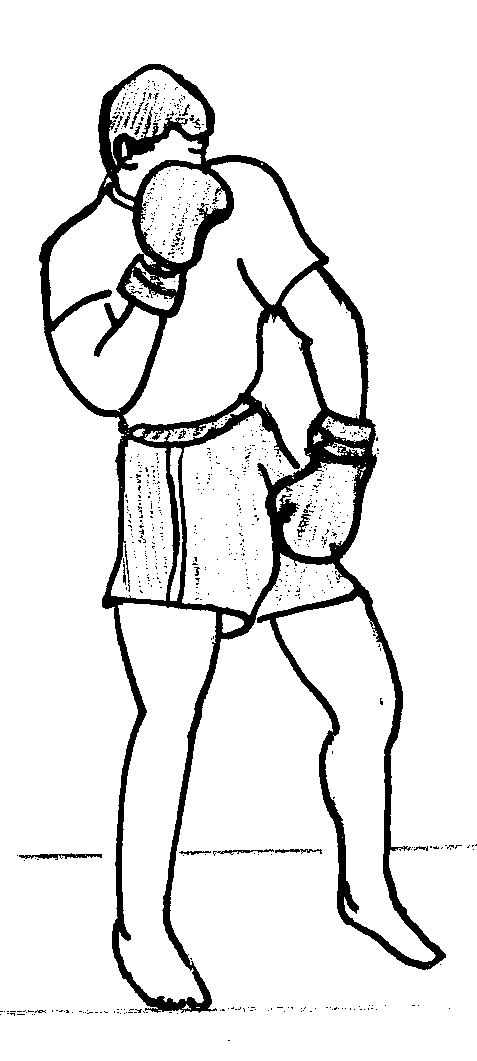
Guàrdia de perfil mixta (braç avançat baix)
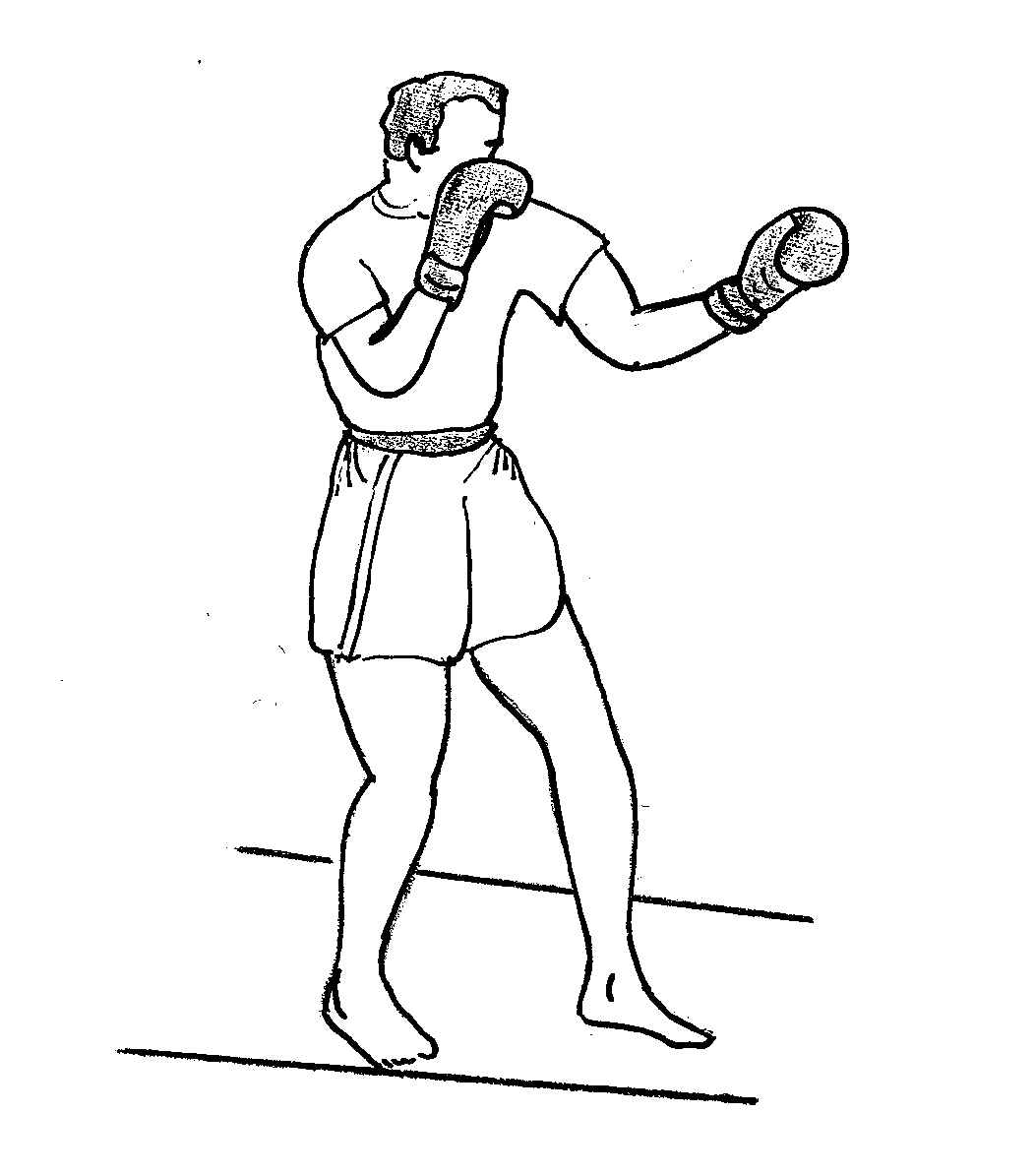
Guàrdia de perfil mixta (braç avançat al capdamunt)
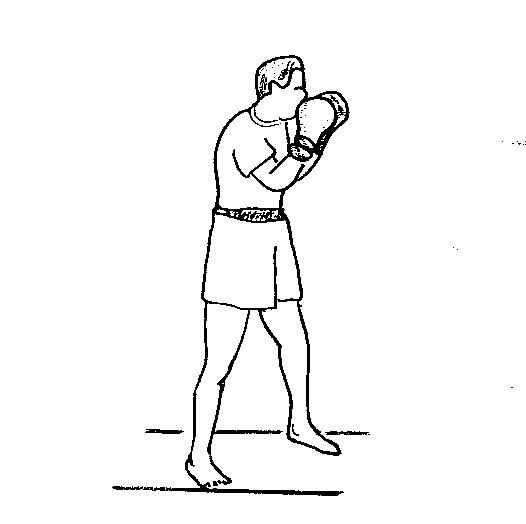
Guàrdia de tres cambres de cara
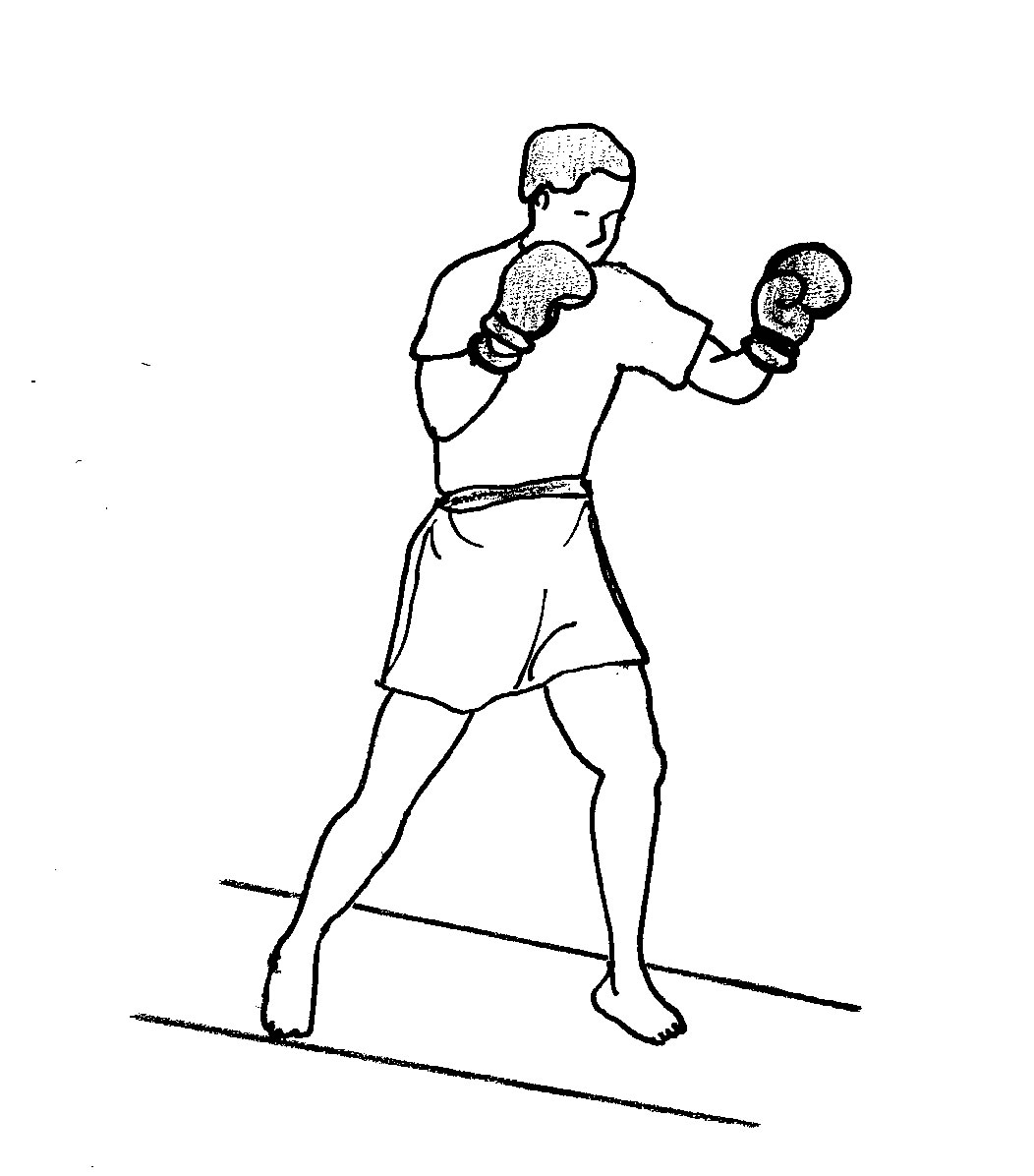
Guàrdia de tres cambres de cara mixta

S'explica diferents actituds de combat en boxa: guàrdia de tres quarts de cara, de perfil, en crouch, baixa, pes sobre cama avançada, pes sobre cama posterior, en suports molt distant, etcètera. De tant en tant, la posició del cos pot indicar les intencions d'un combatent en relació al seu adversari. Exemple: una actitud de perfil pot ser el signe d'un treball d'esquiva i contraatac del braç avançat, i cop de contra.

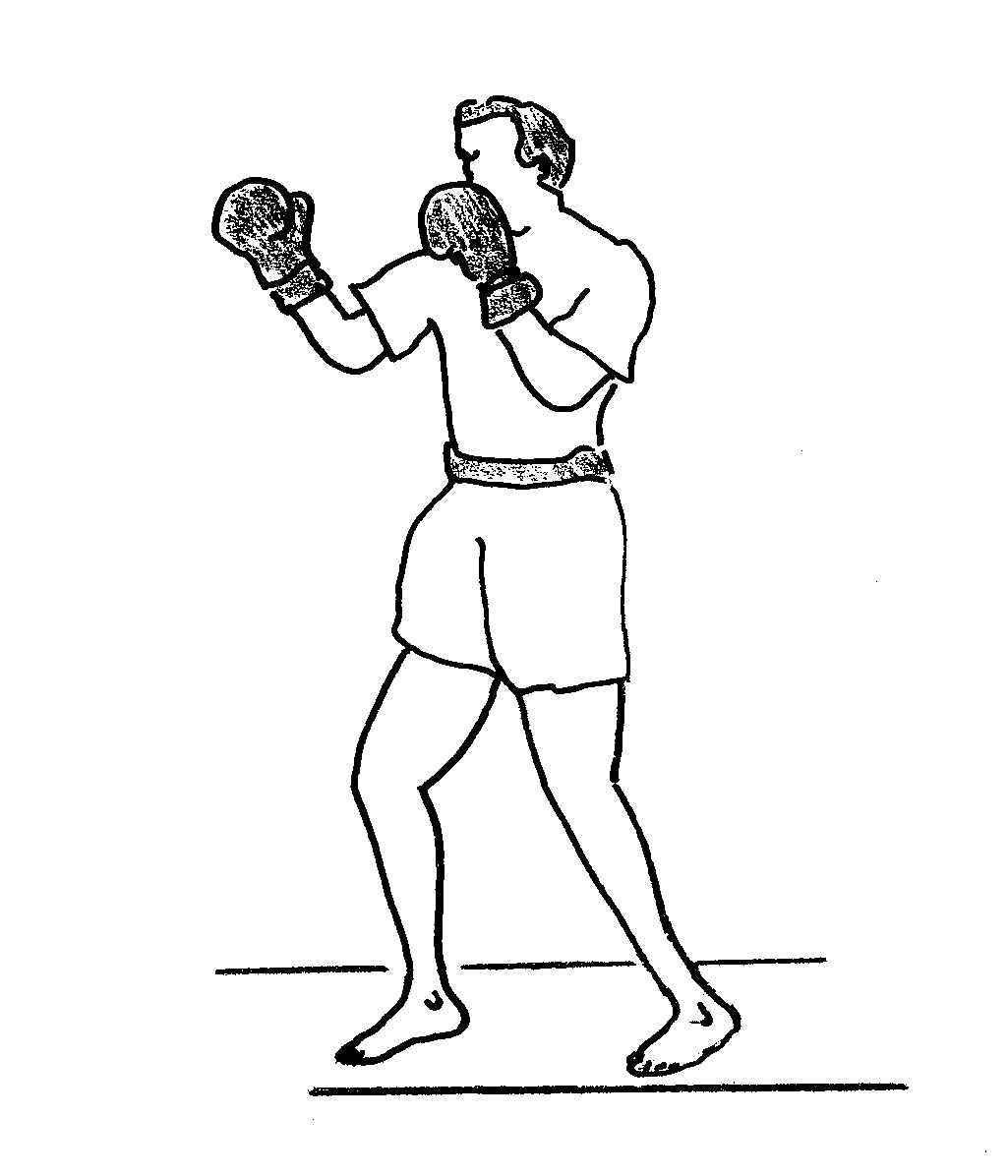
Actitud recta
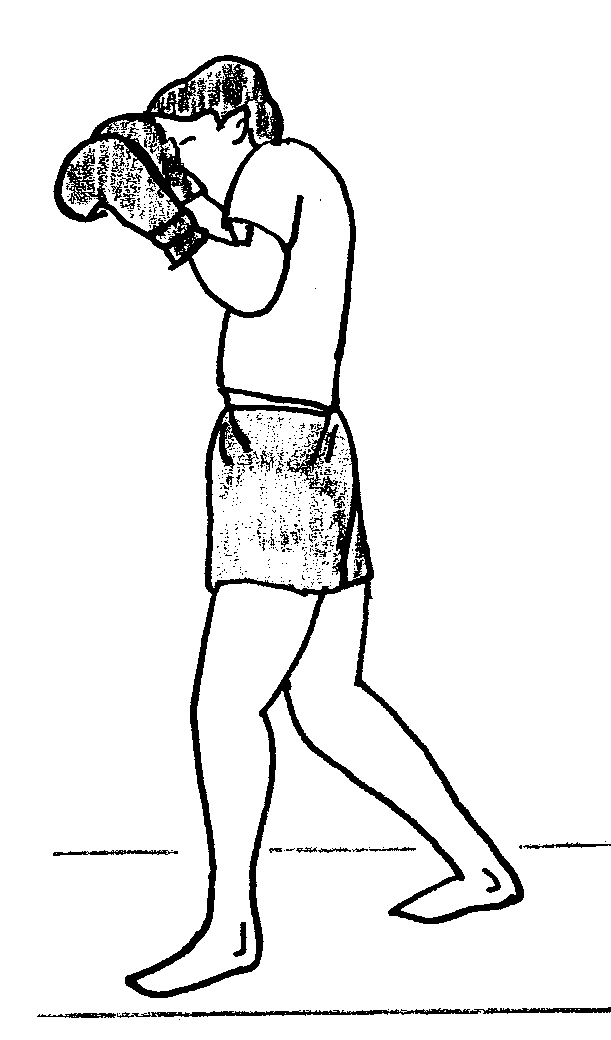
Actitud semienrollada
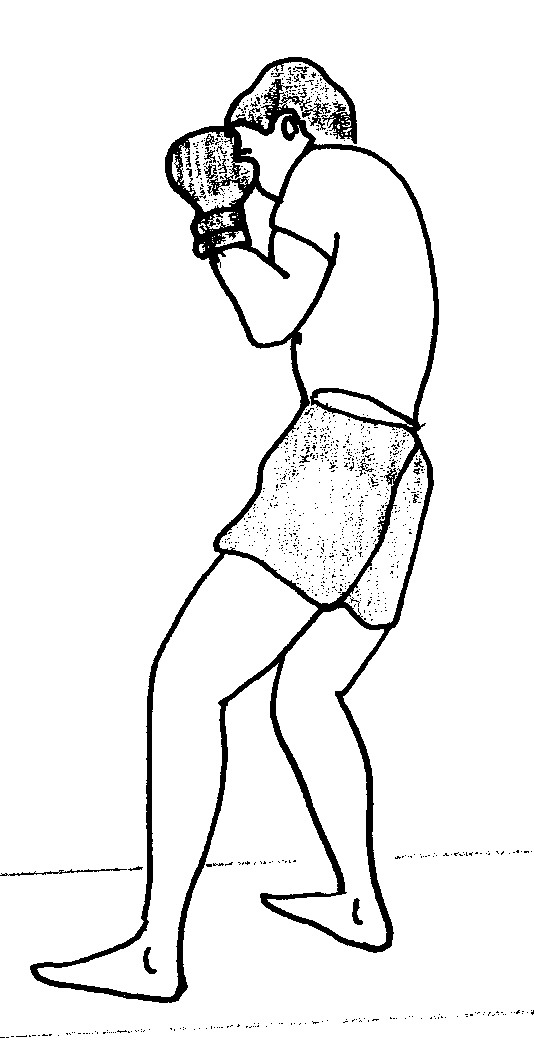
Actitud esquena enrotllada